# Stachys brachyclada
Stachys brachyclada es una especie de planta herbácea perteneciente a la familia de las lamiáceas. Es originaria de la región occidental del Mediterráneo.

## Descripción
Es una pequeña planta herbácea erecta con hojas opuestas que desarrolla las flores en la axila de las hojas. Las flores son blancas con el labio superior bilobado. Se podría confundir con Sideritis romana, otra especie de la misma familia y de flores blancas, pero ésta tienen normalmente las ramas postradas en el suelo y el diente superior del cáliz es mucho más grande que los otros, mientras que Stachys brachyclada es erecta y los dientes del cáliz son todos iguales. 

## Distribución y hábitat
Se encuentra en las Islas Baleares, Francia, España, Argelia y Marruecos en rellanos y grietas de rocas cercanas al litoral. Vive normalmente en zonas cercanas al mar en zonas rocosas, florece en primavera.  

## Taxonomía
Stachys brachyclada fue descrita por Noë ex Cosson y publicado en Linnaea 6(1): 80. 1831.
Etimología
Stachys: nombre genérico que deriva del Latín Stachys, -yos, que procede del Griego στάχνς, "espiga", en particular la de trigo, por la apariencia de las inflorescencias. Usado por Plinio el Viejo (24, lxxxvi, 136) para una planta no identificada, quizás del género Stachys. Curiosamente, la describe como parecida al puerro (Allium ampeloprasum var. porrum), pero de hojas más largas y numerosas y de flores amarillas ("Ea quoque, quae stachys vocatur, porri similitudinem habet, longioribus foliis pluribusque et odoris iucundi colorisque in luteum inclinati.").
brachyclada: epíteto compuesto del Latín que significa "poco ramificada".
Sinonimia
- Stachys brachyclada var. immaculata Maire & Wilczek
- Stachys brachyclada var. punctata Maire
- Stachys hirta var. parviflora de Noé ex Bory & Durieu[3][1]